# Sanz (Énova)
Sanz (también conocido en castellano como Sans, y en valenciano y oficialmente como Sanç) es un barrio del municipio de Énova, originado por la absorción de un pequeño núcleo poblacional.

## Territorio
El término de Sanz cubría la parte el territorio enovense desde el límite con Manuel (en concreto con el antiguo pueblo de Abat) hasta el partidor de Énova, situado tras la capilla de la Aurora.
El municipio comprendía ocho partidas: la Canyada de Sanç (nombrada por una vía pecuaria), l'Hort de la Pedrera (literalmente, el huerto de la cantera), els Fondos, l'Alteró, els Castellets de Sanç (referido a unos bancales y ruinas datados de la edad de bronce al periodo islámico), el Rellotge (probablemente una referencia al reloj que se usaba para el tandeo de agua de riego en épocas de escasez), la Sarguera (por abundar allí la sarga que se usaba para hacer mimbre) y els Olivars (por estar plantada de olivos en la Edad Media).

## Toponimia
El nombre autóctono Sanç proviene de la familia Sanz, señores feudales a los que pertenecía en el siglo XIV. Así el nombre ya figura en un documento de 1348. Dentro de esta familia, fueron señores Berenguer Sanç i su hijo Bernat, a quien se menciona en documentación de 1406.
La familia Ferrer obtuvo el señorío de Sanz a mediados del siglo XV, siendo Pere Ferrer uno de los primeros, este caballero, que había participado en las guerras de Italia junto a Alfonso el Magnánimo, figura en un privilegio de plena jurisdicción baronial fechado en 1445. Dicho caballero propuso varias modificaciones, una de estas fue el de cambiar el nombre del lugar por Castellnou, en memoria a Castel Nuovo, fortaleza napolitana en la que había residido ya que fue la donde el rey aragonés instaló a su corte aunque este cambio no fructificaría.

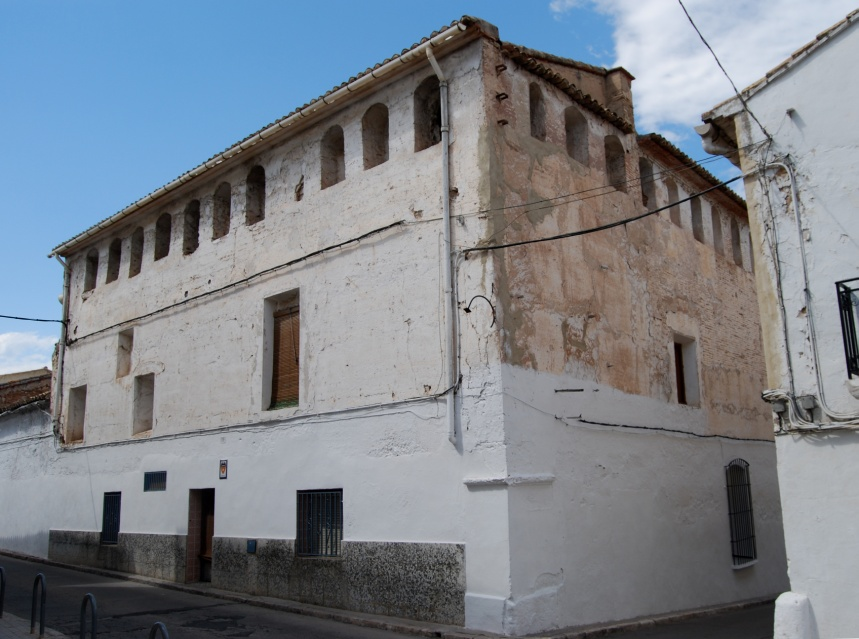
Palacio de los Ferrer

Con independencia del señorío, los habitantes de Sanz hasta su expulsión siguieron siendo moriscos, y pronunciaban el nombre del lugar como Xans, y así figura en un texto en alifato del alamín de Gabarda escrito en 1576.

## Historia
En las faldas del Castellet (cima de 132 m s. n. m.) se han encontrado restos de población desde la Edad del Bronce hasta la época islámica. La acequia de Sans se conocía en el siglo XIV como Séquia dels Banys, por haber en el lugar unos baños árabes.
Desde alrededor de 1170 y hasta la expulsión de sus habitantes por Jaime I en 1248, existió en la partida del Racó de Sans una pequeña población, una alquería o quizá un rahal privado, el emplazamiento del rahal del Racó se utilizó en 1248 como sede provisional de la "Énova de los Cristianos", hasta el traslado a su emplazamiento definitivo. El asentamiento, que recibiría suministro de agua desde la Acequia Comuna de L'Ènova mediante el Brazal del Racó, estaría habitado por seis familias musulmanas. Los estudios arqueológicos realizados en 2008 encontraron los cimientos de una torre-granero de carácter defensivo, similar a otras del siglo XII. 

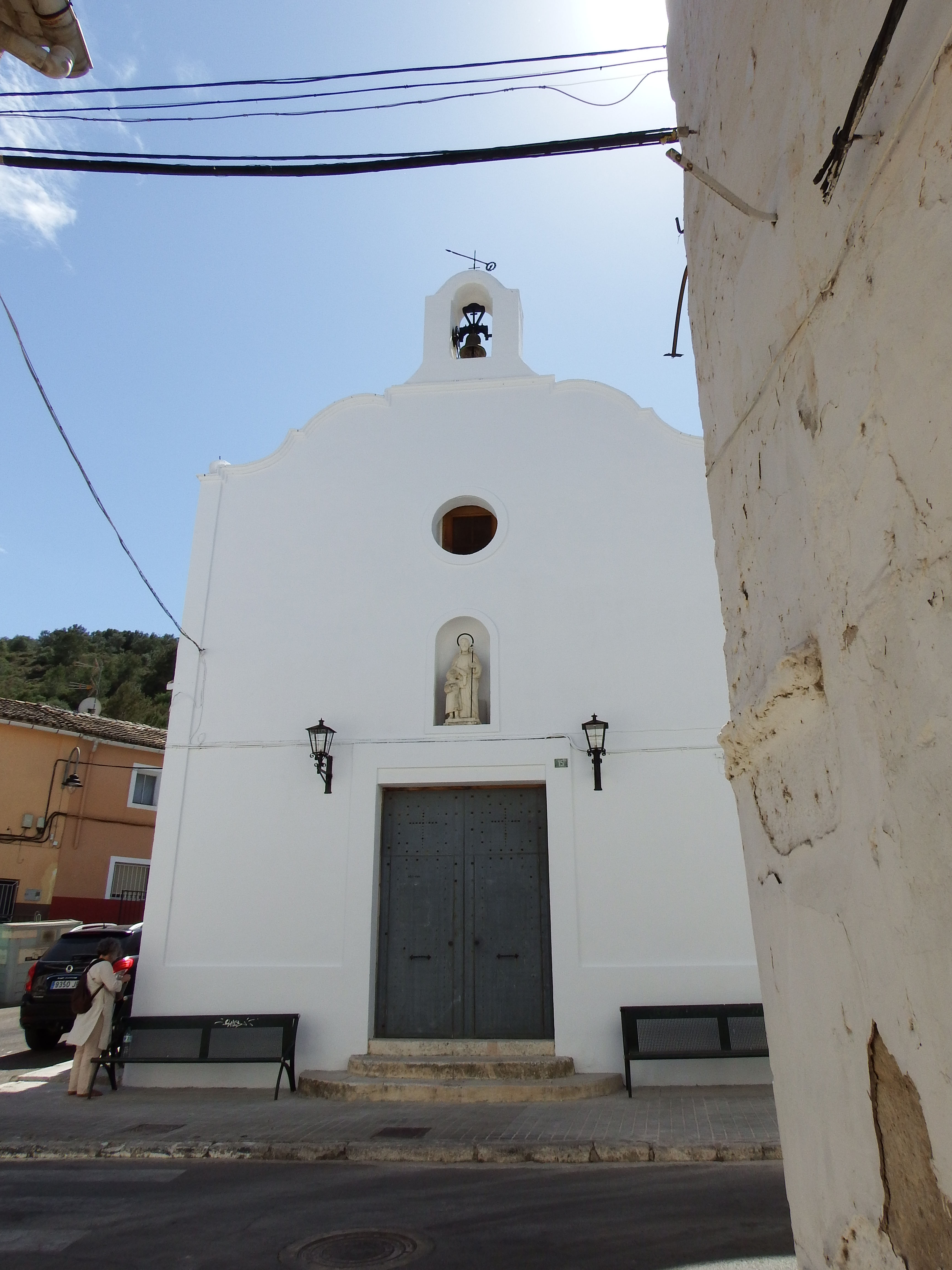
Ermita de San José. Situada en la antigua mezquita, fue transformada en iglesia

La organización poblacional de la llanura de Énova, de época medieval, se estructuraba a través de pequeñas alquerías -entre ellas Abat, Faldeta, Manuel, Rafelguaraf, Sanz y Torreta- eran conocidas como "Alquerías de Énova", la mayoría de ellas habitadas por musulmanes excepto Enova que era conocida como 'Enova dels cristians'. Tras la conquista del territorio por parte del rey aragonés Jaume I, la localidad de Sanz paso a estar en manos de la familia Sanç, quien dio nombre a la localidad, esta sería una de las dos familias de las que tenemos noticias como señores de Sanç, siendo la otra familia, la de los Ferrer, quien tomaría posesión de dicho espacio a mitad-finales del siglo XV tras la concesión de un privilegio señorial por parte del rey Alfonso V

En 1348 se construyó el molino de Sanz en virtud de un privilegio real otorgado por Pedro el Ceremonioso a Bernat Sanç, vecino de Játiva y señor de Sanz, dicho molino sería reconstruido hacia 1454, por Pere Ferrer, entonces señor de Sanz y titular gracias a un privilegio real de establecimiento firmado por Alfonso el Magnánimo a los dos caballeros Ferrer que habían participado en sus campañas italianas, 

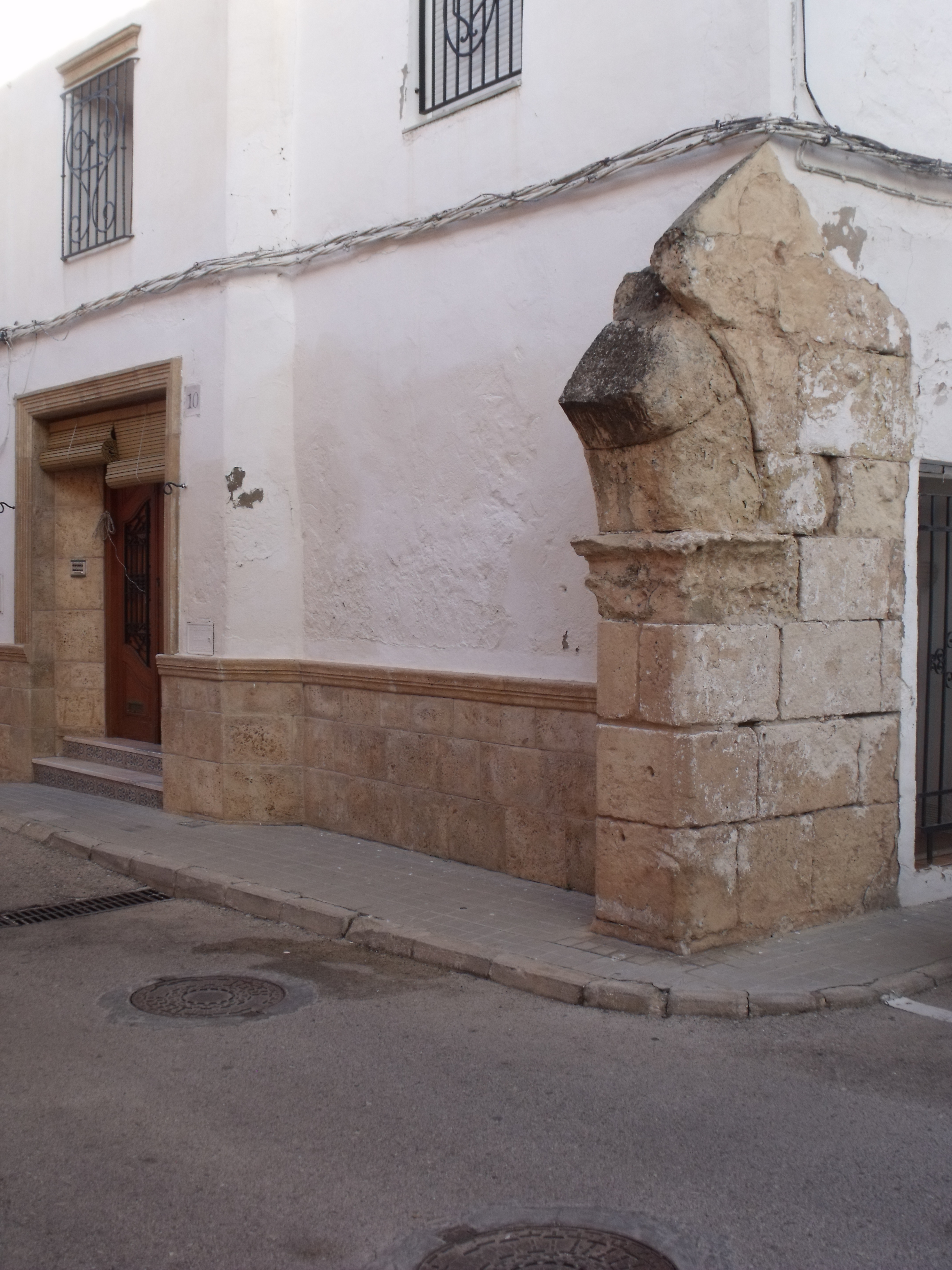
Arco, parte del conjunto señorial de Sans

En el periodo entre 1490-1520 y posteriormente durante el siglo XVI edificaron y embellecieron su palacio de Sanz. La construcción del palacio de la familia Ferrer conllevó cambios en la estructura urbana de Sanz, esto se situaba en las reformas proyectadas que borraron el trazado original de la alquería islámica, sustituido por un lugar nuevo ("lloc nou") de nueva planta: la plaza señorial se cerró con arcos de medio punto, de estos se conserva a inicios del siglo XXI parte de uno, así como escudos señoriales que marcarían las salidas de la población -hipótesis que se sustenta en la localización de uno de ellos que a inicios del siglo XXI sigue existiendo. Resultado de la edificación del palacio frente a la iglesia -antigua mezquita- fue la aparición de la plaza "del Pouet", así llamada por la presencia de un pozo en la misma. El pozo desapareció durante el siglo XX, y la plaza recibió el nombre de Jaume I.
Entre 1519 y 1522 se produjo la Guerra de las Germanías, rebelión de menestrales y vasallos cristianos contra el poder de las oligarquías urbanas próximas a la corona y los abusos de la nobleza rural, dentro de ese contexto político se produjo en la vecina Énova el saqueo de la iglesia, un acto del que se acusó a los moriscos de Sanz, siendo perseguidos aunque algunos huyeron a tiempo y los que quedaron fueron castigados con saqueos sobre sus propiedades, al no encontrar a los huidos los agermanados entraron en la casa señorial y destruyeron muebles y archivos además de obligar a bautizarse a aquellos moriscos que permanecieron en dicho territorio. Además de las expulsiones de los moriscos, Sanz igual que la vecina Enova se vio afectada por crisis sanitarias como la de la gran epidemia de peste bubónica de los años 1647 y 1648, además del terremoto en 1748.
A finales del siglo XVII se produjo un incremento considerable del consumo de arroz en Valencia y Castilla que impulsó la expansión del arrozal por la llanura de Énova. En 1751, Sanz contaba con 703 hanegadas de arrozal y 802 de moreras, si bien 50 hanegadas de morerales se dedicaban también a la producción de arroz. A mediados del XVIII la producción de seda de Sans oscilaba entre 950 y 1900 libras, según el año.
El botánico ilustrado Antonio José de Cavanilles tras visitar la zona lamentó la transformación del término en pantanos por la extensión del cultivo del arroz, que llevó a que se perdiera y despreciara «la salud de todos los habitantes para engrosar a cuatro ricos y diezmeros; desatendida la razón y la experiencia, la muerte en fin de y las enfermedades que acaban con los naturales y advenedizos, miradas sin horror y con indiferencia». De esa visita quedó recuerdo en la descripción que Cavanilles realizó en 1795 y que abarcaba también a los términos municipales de Énova y Manuel dentro de los que incluía seis núcleos; todos los cuales se suceden formando una calle sin interrupción. Tres de ellos, Énova, Sanz y Abat, formaban la parroquia de Énova, una de las unidades administrativas más comunes a lo largo de varios siglos incluyendo la época de Cavanilles. La parroquia contaba en aquel entonces 100 vecinos.
En el siglo XIX el principal cultivo en Sanz siguió siendo el arroz. En 1861 el término albergaba 96 propiedades arroceras que cubrían 1168 fanegadas, superando a Énova, que tenía 1080. La rentabilidad del arrozal llevó a violaciones de las normas de cultivo y uso del agua, como sucedió en 1823, cuando 24 propietarios de terrenos en Sans -en su mayoría vecinos de Énova- fueron denunciados por plantar arroz donde no estaba permitido, en las partidas del Racó, els Olivars i el Rellotge. Una vez unida administrativamente a Enova, su recorrido histórico iría de la mano de la misma, así pues se vio involucrada en la contienda civil que hubo en España entre 1936 y 1939, y la posterior represión ejercida por la dictadura franquista sobre diferentes vecinos de ambos municipios, unidos ya hacia varias décadas, por su participación en movimientos políticos de tendencias izquierdistas.
En las décadas de 1970-1990 se fueron realizando edificaciones a lo largo de la calle Mayor, que era el antiguo camino carretero entre Énova y Sanz, de manera que se fusionaron definitivamente ambos núcleos.

## Historia administrativa
Durante la época entre la conquista cristiana —según recoge un privilegio de 18 de agosto de 1250— y hasta el final del antiguo régimen y la constitución de los municipios modernos en el siglo XIX, Sanz, junto con el resto del Llano de Énova, formó parte del término de Játiva, y dentro de este pertenecía al quarter de Énova.
En 1328 se aprobó en las Cortes Valencianas el llamado Fuero de Rey Alfonso. Esta legislación hizo que los propietarios de algunas alquerías pasaran a ser señores territoriales, uno de los lugares al que se aplicó dicha normativa fue Sanz, dicha norma se aplicaba en aquellas alquerías que tenían más de siete casas de moros o más de quince de cristianos. No se las dotaba de un término amojonado, sino que el señorío comprendía las tierras vinculadas por propiedad. Los propietarios pasaban a ser señores de los colonos-vasallos. Los señores ejercían una jurisdicción limitada (la jurisdicción alfonsina) sobre los pobladores, que comprendía la civil y una parte de la criminal, pues excluía los delitos de sangre y la pena de muerte. En el caso de Sanz, esa jurisdicción limitada cambiaria tras la concesión de un privilegio real por parte de Alfonso V a la familia Ferrer, segundos señores de dicho municipio, los Ferrer obtendrían por dicho privilegio de la jurisdicción plena o baronial
Con las normas de 1328, y hasta el siglo XIX, regía en Sanz un sistema de propiedad enfitéutica. El señor conservaba el dominio eminente de las casas y las heredades agrícolas, así como ciertos monopolios (carnicería, molino, horno). El dominio útil se cedía a perpetuidad a los vasallos (enfiteutas). Los vasallos se comprometían al cultivo de las tierras "a uso y costumbre de buen labrador," pudiendo serles embargadas si no lo hacían. Habían de reconocer el dominio eminente del señor y a ciertas compensaciones económicas: el pago en dinero de un censo anual y la entrega de una parte de la cosecha. Además los señores tenían derecho de laudemio (un 10 % del valor de las transacciones inmobiliarias) y tenían derecho de prelación en las compraventas.
Las condiciones del fuero alfonsino afectaban también las relaciones entre amos y vasallos por la necesidad de mantener la población. Una forma era la manga ancha en casos de malas cosechas. Otra era la concesión de préstamos a los vasallos, ya que según una norma del siglo XV, los moros que estaban en deuda con sus amos no podían cambiar de pueblo o señorío hasta haberla cancelado.
El municipio de Énova se constituyó en 1835. Sanz no quedó integrado en el mismo hasta la Real Orden de 7 de octubre de 1869. En 1873 se produjo un intento infructuoso volver a crear el municipio de Sans.
Abat pasó a ser parte del municipio de Manuel, quedando así Énova formada por la población de su nombre y Sanz. En 1915 la Enciclopedia Espasa seguía mencionando la existencia de dos núcleos de población en el municipio enovense. El nùcleo principal y que da nombre al municipio contaba 1023 habitantes y 225 edificios, mientras que el núcleo de Sanz tenía 226 pobladores en 52 edificios. Grupos menores y edificios diseminados albergaban 63 personas. La distancia entre Énova capital y Sans era -según esta fuente- de medio kilómetro.

## Demografía
| Gráfica de evolución demográfica de Sanz entre 1842 y 1860 |
| |
| Población de derecho según los censos de población del INE Población de hecho según los censos de población del INEEn 1877 este municipio desaparece porque se integra en el municipio Enova |

El antiguo municipio de Sanz, incorporado como barrio a Énova en 1869, no fue nunca un asentamiento que reuniese a grandes cantidades de población, debido sobre todo a dos motivos, no era una zona con grandes explotaciones económicas, y además era una población morisca, lo cual los hacia ser ciudadanos de segunda categoría. Además de esto en diversos momentos se vio afectada por epidemias y por el paludismo, una enfermedad relacionada con uno de los principales cultivos de la zona: el arroz.
En 1421 había 27 familias, que suponen unos 140 habitantes, residentes en Sanz. A pesar de la conquista por parte de la corona de Aragón junto al resto del territorio valenciano, los habitantes de Sanz eran musulmanes araboparlantes, como seguirían siendo hasta su expulsión en 1609.
Las epidemias de peste bubónica de mediados del siglo XV estancaron la población de Sanz. En 1510 y 1528, habitaban el lugar 33 familias, todas ellas de moriscos. Había en la población dos pastores con un total de 100 ovejas, lo que destacaba en una subcomarca con muy poca actividad ganadera. La población, como todos los núcleos musulmanes, contaba con un alamí, encargado de la recaudación de impuestos. La población musulmana se regía por normas y costumbres propias, recogidas en el "Llibre de Çuna e Xara", y usaba su propia lengua. La vecina Énova vio reducida su población de 80 a 20 familias, en este caso de cristianos. El número de familias en Sanz creció a 43 en 1563, llegando a 56 (unas 280 personas) en 1609, año en que fueron expulsadas por su condición de moriscos, expulsión ordenada por el rey Felipe III, tras esto se repobló Sans con cristianos, de manera que en 1625 ya contaba con 19 cabezas de familia. Se conocen sus apellidos: Aguiló, Aparici, Ballester, Calsena, Daroca, Espés, Fullana, García, Ibanyes, Lledó, Molina, Montsó, Quintana, Roca, Sarrió, Solàs, Tormo, Torró y Verger.
La presencia del paludismo, fruto de la difusión del cultivo del arroz, llevó a que la población no se expandiera, En 1646 habitaban 17 familias, en 1672 eran 15; y en 1682, 16.
El censo de Floridablanca de 1787 reflejaba una población de 150 habitantes. Énova ya contaba en ese censo con 231. A partir de aquí la población de Sanz no se recuperaría en comparación con la de Énova.
El censo de 1860 Énova tenía 719 habitantes. Sanz, aún independiente, tenía 192. En 1867, dos años antes de la fusión de los municipios, se planteó el ensanchamiento del camino carretero que unía Sanz y Énova. Sanz en los 1870 era un arrabal habitado por jornaleros pobres, con una población de 32 familias -similar a la del siglo XVI- y con algunas casas ruinosas.

## Economía

### Agua

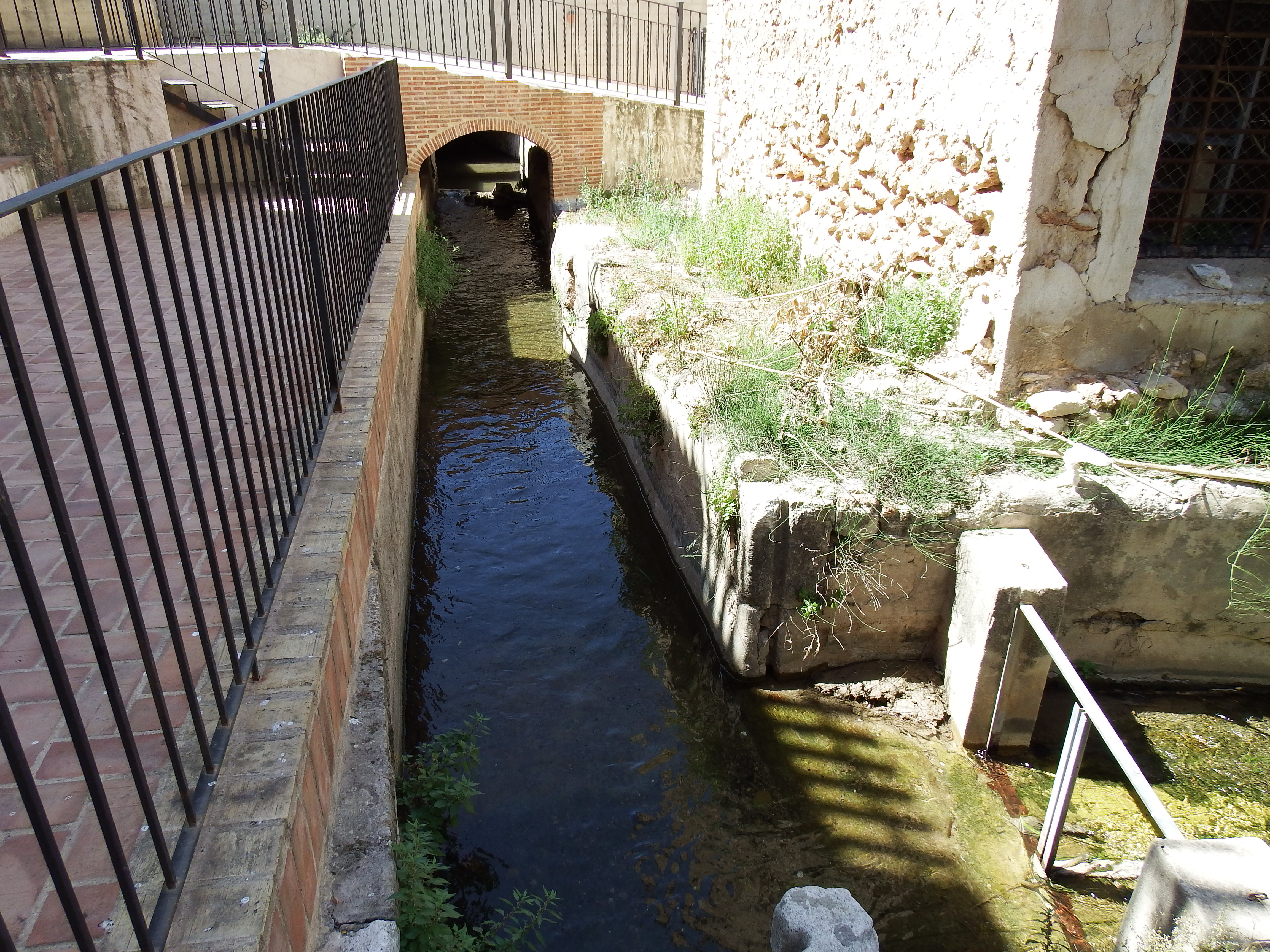
Partidor de la Acequia Comuna de Énova en Sanz

Al ser la agricultura de regadío la principal actividad tradicional de Sanz, el suministro de agua era de la mayor importancia. Esta procedía de la Séquia Comuna de Énova, distribuida desde el partidor de la Parada por un régimen regulado en una sentencia de 4 de abril de 1472. En virtud de esta norma, el riego de las tierras de Sanz se realiza en la llamada tanda jussana (tanda inferior), que va de la salida del sol del jueves a la salida del sol del lunes. La superficie regada en los siglos XVI y XVII de unas 42 o 43 jovadas, equivalentes a unas 125 o 130 hectáreas. Las aguas de la acequia también movían el molino de Sans.
El reparto del agua de las acequias se realiza principalmente mediante partidores. En el caso de Sanz, el partidor de su nombre divide el flujo de la acequia en tres partes, siendo una para Énova (brazo común), otra para Berfull, y la tercera para Sans. Las partes no son iguales. El brazo común (Séquia Comuna) tiene un ancho de 174,15 cm, el de Berfull (Tercerol de Berfull) es de 18,58 cm, y el de Sans (Séquia de Sanç) de 76,62.
En el límite del término de Sanz, el brazo común llegaba al partidor de Énova, que distribuye agua a Rafelguaraf, Tosalnou y la propia Énova.
El riego se regía por sucesivas ordenaciones de riego, como las de 1671, sustituidas por las de 28 de noviembre de 1845, que se publicaron en 1847. Estas ordenaciones instruían la creación en cada municipio -Sans aún lo era- de Juntas Subalternas de Aguas, que se encargaban de la distribución de las aguas y de velar por los intereses de propietarios y regantes. Surgieron conflictos como el de 1849 con el alcalde pedáneo de Berfull, que intentó poner en riego un secano, o en ese mismo año el intento de un grupo de agricultores de Puebla Larga que intentó abrir una acequia nueva atravesando el término de Sanz. Algunas ampliaciones de regadíos sí se llevaron a cabo, como en la partida de la Canyada de Sanç, en 1871, que puso en riego 605 hanegadas. Hacia 1880, los regadíos de Sanz ocupaban 1352,75 hanegadas.